# Macroteleia foveolata
Macroteleia foveolata är en stekelart som beskrevs av Muesebeck 1977. Macroteleia foveolata ingår i släktet Macroteleia och familjen Scelionidae. Inga underarter finns listade i Catalogue of Life.